# Il deserto bianco
Il deserto bianco (The White Desert) è un film muto del 1925 diretto da Reginald Barker.
È l'adattamento per lo schermo di The White Desert, romanzo dello scrittore e giornalista Courtney Ryley Cooper (1886-1940) pubblicato a New York nel 1922.

## Trama
Durante i difficili lavori per la costruzione di un tunnel che dovrà servire una linea ferroviaria nel Colorado, il sovrintendente Barry Houston avvisa John Keith, l'ingegnere cui si deve il progetto, del pericolo di valanghe e frane. Ma Keith, tutto teso a battere ogni record, sottostima gli avvertimenti di Barry. Il risultato è che il campo viene investito da una valanga che distrugge anche la linea telefonica e la possibilità di chiedere aiuto. I due, allora, lasciano il campo per andare a cercare soccorsi, ritornando con provviste e medicinali.
Reso quasi pazzo dalla fame, Buck Carson aggredisce Robinette che, per difendersi, gli getta addosso dell'acqua bollente. L'uomo, reso cieco, la insegue fino a un precipizio. La donna viene salvata da Barry al quale, poi, lei confessa il suo amore.

## Produzione
Il film fu prodotto dalla Metro-Goldwyn Pictures Corporation. Venne girato in Colorado, al Rollins Pass, tra le Montagne Rocciose.

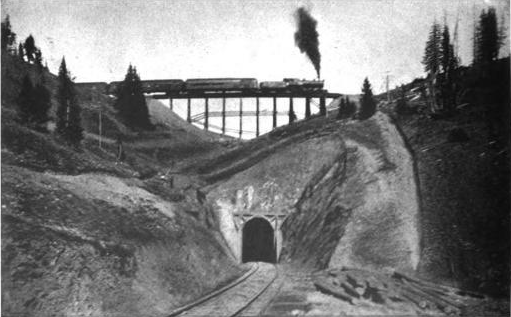
Un treno al Rollins Pass (circa 1903)

### Luoghi delle riprese
All'inizio del 1900, un industriale e banchiere di Denver, David Moffat creò una compagnia ferroviaria per attraversare le montagne che dividevano, con il Front Range, Denver dall'Ovest. Il progetto originario era quello di un tunnel che attraversasse le montagne, ma le grandi difficoltà portarono alla costruzione di una linea temporanea e di un piccolo tunnel. Questa linea, con una pendenza del 4%, era la più alta linea ferroviaria costruita nel Nord America. Il maltempo metteva però spesso fuori uso la tratta, chiusa per le tempeste di neve. Allo spartiacque continentale, venne costruita la piccola città di Corona, fornita di ristorante e alloggi, che veniva utilizzata come campo base per rendere agibili i binari durante le nevicate. Moffat spese gran parte della sua fortuna per i lavori e non riuscì a vederli completatati. Il tunnel inizialmente previsto venne inaugurato nel 1928, dopo la sua morte, situato a sud del Rollins Pass: l'opera venne dedicata a Moffat, prendendo il nome di Moffat Tunnel.

## Distribuzione
Il copyright del film, richiesto dalla Metro-Goldwyn Pictures Corp., fu registrato il 22 luglio 1925 con il numero LP21668. Distribuito dalla Metro-Goldwyn Pictures Corporation, uscì nelle sale cinematografiche statunitensi il 4 maggio 1925.
Copia completa della pellicola si trova conservata negli archivi del George Eastman House di Rochester.